# Championnat d'Europe féminin de football 1991
Navigation
Euro 1989 Euro 1993
Il s'agit de la 4e édition du Championnat d'Europe de football féminin qui se tient tous les deux ans et est organisé par l'UEFA.
La phase finale à quatre équipes se déroule entre le 10 et le 14 juillet 1991 au Danemark.
L'Allemagne est titrée pour la seconde fois et conserve son trophée en s'imposant 3-1 en finale contre la Norvège.

## Équipes qualifiées
Les quatre participants à la phase finale sont les suivants :
| Allemagne Danemark Italie Norvège |

## Phase finale
|  | Demi-finales              | Demi-finales         |           |      | Finale              | Finale              |
|  | Demi-finales              | Demi-finales         |           |      | Finale              | Finale              |
|  |                           |                      |           |      |                     |                     |
|  | 10 juillet, Hjørring      | 10 juillet, Hjørring |           |      | 14 juillet, Aalborg | 14 juillet, Aalborg |
|  | 10 juillet, Hjørring      | 10 juillet, Hjørring |           |      | 14 juillet, Aalborg | 14 juillet, Aalborg |
|  | Norvège                   | 0ap (8)              |           |      | 14 juillet, Aalborg | 14 juillet, Aalborg |
|  | Norvège                   | 0ap (8)              |           |      | 14 juillet, Aalborg | 14 juillet, Aalborg |
|  | Danemark                  | 0 tab(7)             |           |      | 14 juillet, Aalborg | 14 juillet, Aalborg |
|  | Danemark                  | 0 tab(7)             | Allemagne | 3 ap |                     |                     |
|  | 11 juillet, Frederikshavn |                      | Allemagne | 3 ap |                     |                     |
|  |                           | Norvège              | 1         |      |                     |                     |
|  | Allemagne                 | Norvège              | 1         | 3    |                     |                     |
|  | Allemagne                 |                      |           | 3    |                     |                     |
|  | Italie                    | 0                    |           |      |                     |                     |
|  | Italie                    | 0                    | 3e place  |      |                     |                     |
|  |                           |                      |           |      |                     |                     |
|  | 14 juillet, Aalborg       |                      |           |      |                     |                     |
|  |                           |                      |           |      |                     |                     |
|  | Danemark                  | 2 ap                 |           |      |                     |                     |
|  | Danemark                  | 2 ap                 |           |      |                     |                     |
|  | Italie                    | 1                    |           |      |                     |                     |
|  | Italie                    | 1                    |           |      |                     |                     |